# Lincoln County (Nebraska)
Lincoln County ist ein County im Bundesstaat Nebraska der Vereinigten Staaten. Der Verwaltungssitz (County Seat) ist North Platte, das nach seiner Lage am North Platte River benannt wurde.

## Geographie
Das County liegt südwestlich des geographischen Zentrums von Nebraska und hat eine Fläche von 6669 Quadratkilometern, wovon 29 Quadratkilometer Wasserfläche sind. Es grenzt im Uhrzeigersinn an folgende Countys: McPherson County, Logan County, Custer County, Dawson County, Frontier County, Hayes County, Perkins County und Keith County.

## Geschichte
Lincoln County wurde 1860 gebildet nach dem Präsidenten Abraham Lincoln benannt.
Neun Bauwerke und Stätten des Countys sind im National Register of Historic Places eingetragen (Stand 11. Februar 2018).

## Demografische Daten

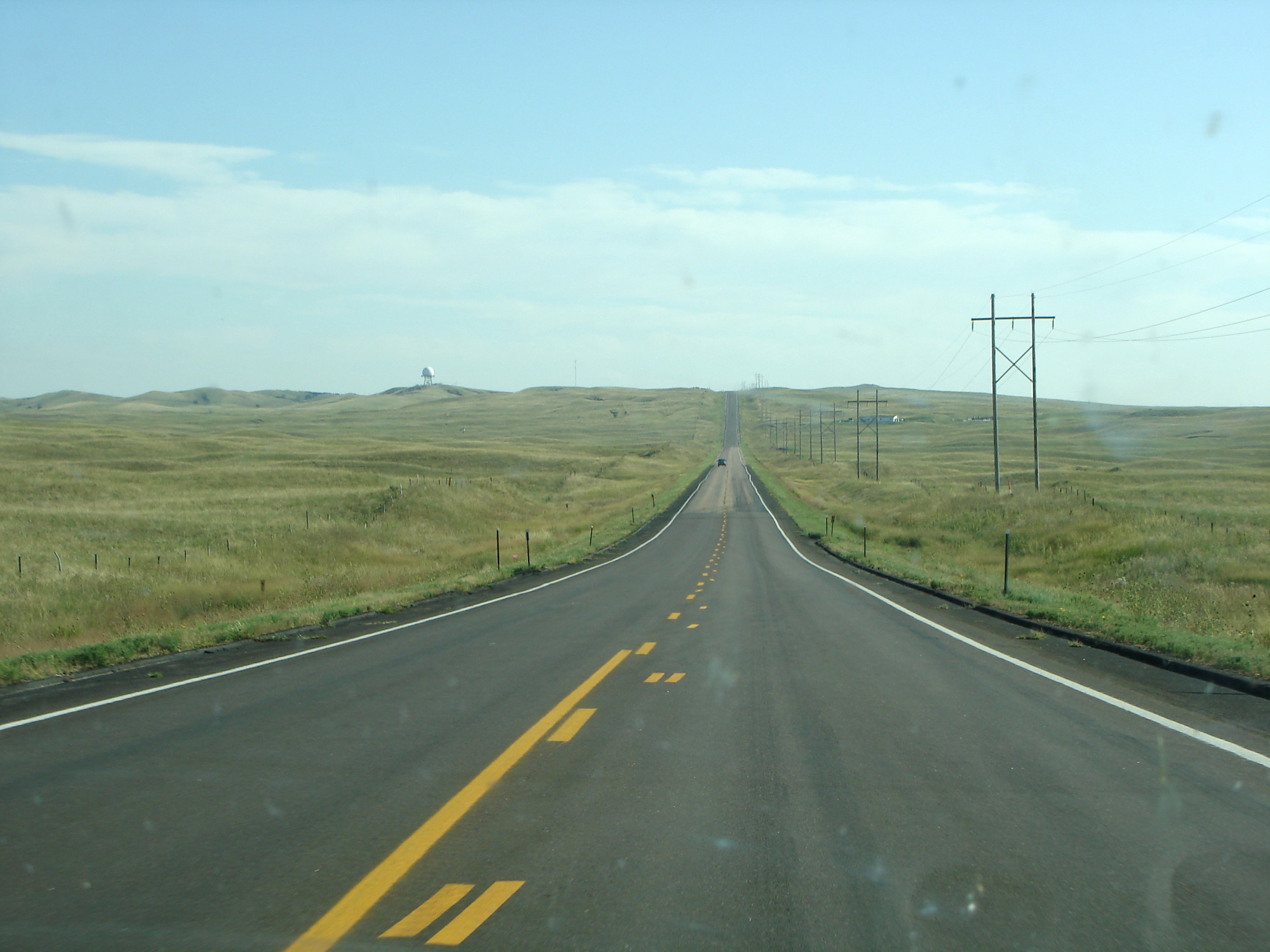
Landstraße von North Platte in Richtung Süden

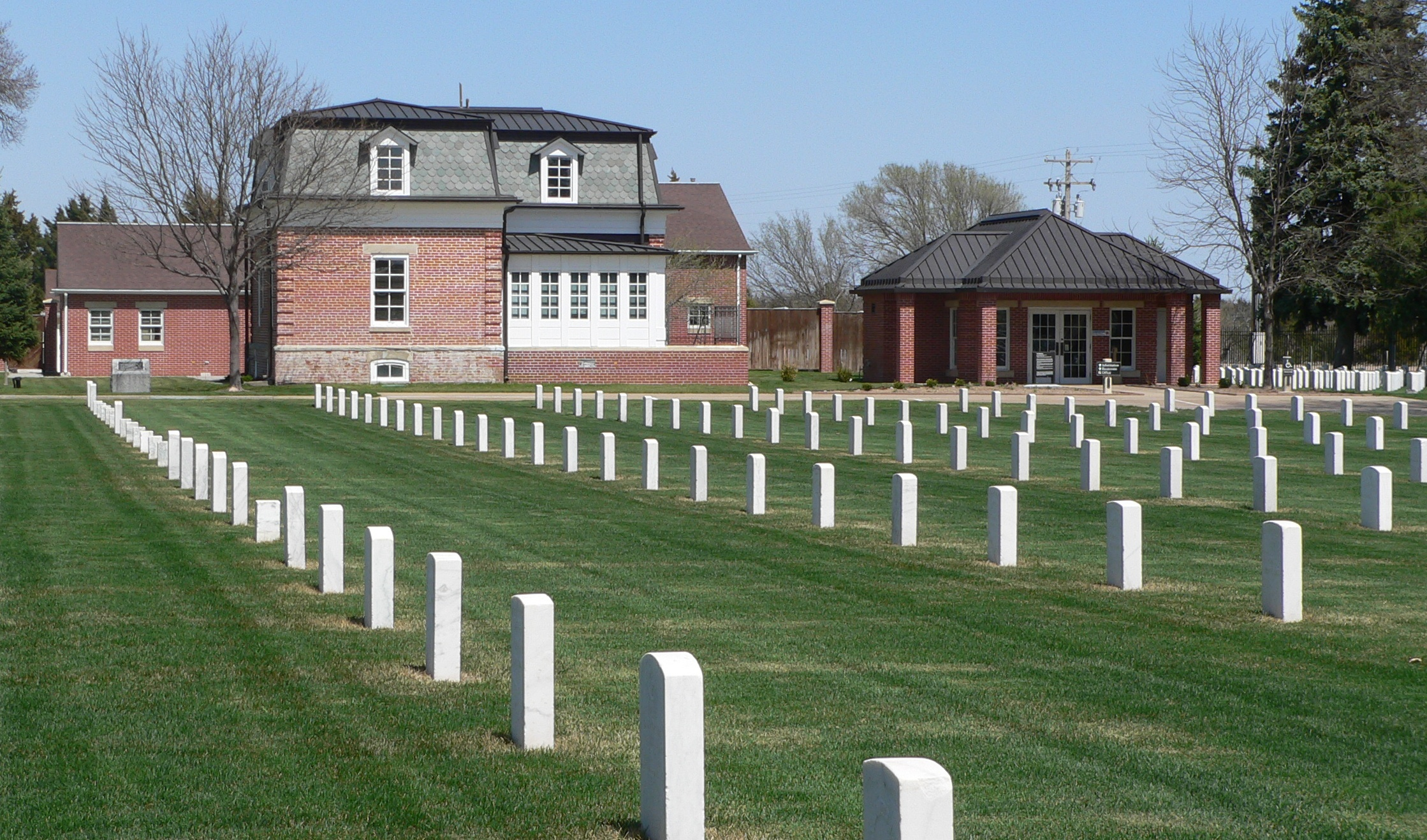
Fort McPherson National Cemetery, gelistet im NRHP

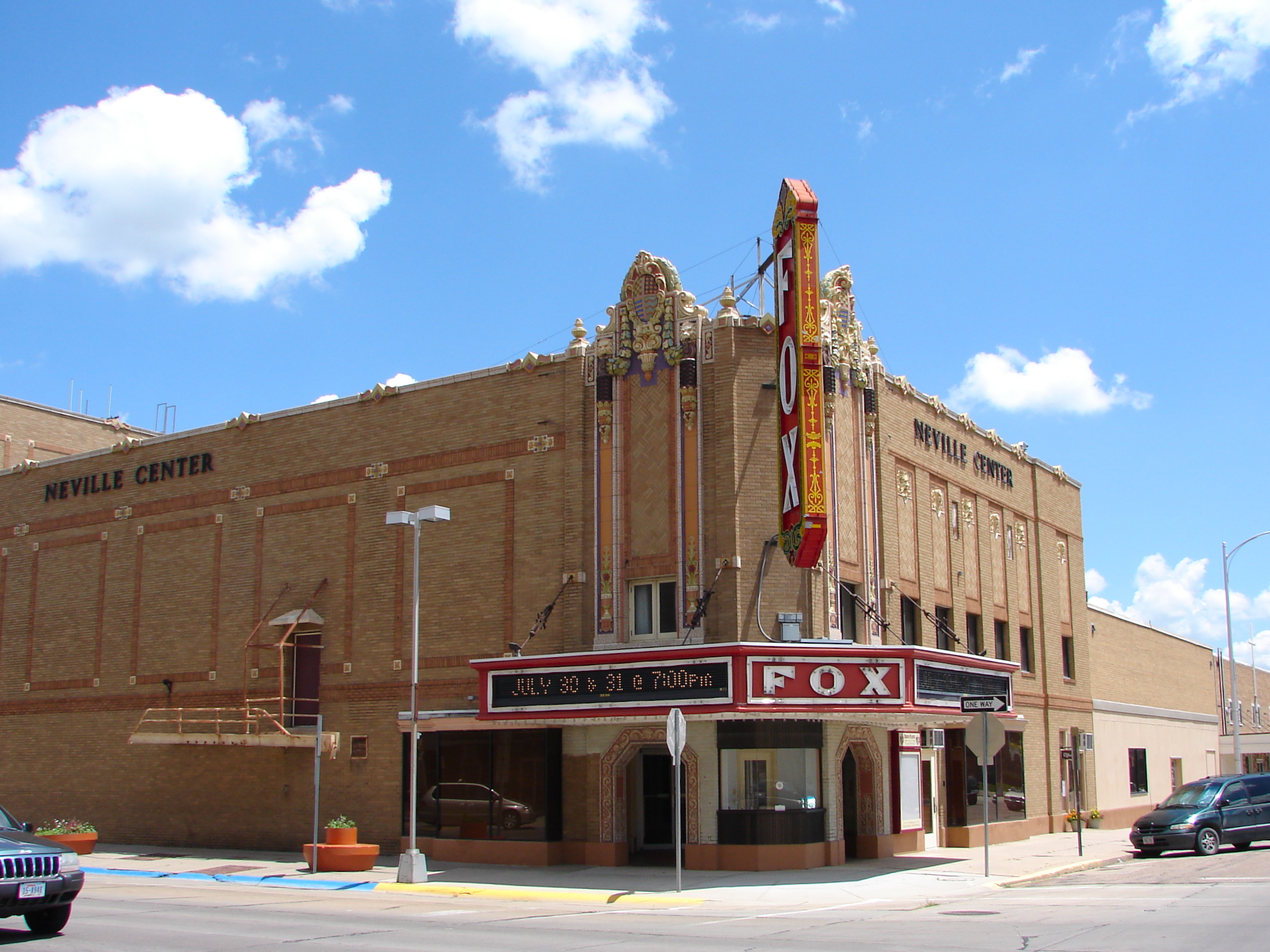
Fox Theatre, gelistet im NRHP

Nach der Volkszählung im Jahr 2000 lebten im Lincoln County 34.632 Menschen in 14.076 Haushalten und 9.444 Familien. Die Bevölkerungsdichte betrug 5 Einwohner pro Quadratkilometer. Ethnisch betrachtet setzte sich die Bevölkerung zusammen aus 94,70 Prozent Weißen, 0,54 Prozent Afroamerikanern, 0,51 Prozent amerikanischen Ureinwohnern, 0,37 Prozent Asiaten, 0,02 Prozent Bewohnern aus dem pazifischen Inselraum und 2,65 Prozent aus anderen ethnischen Gruppen; 1,21 Prozent stammten von zwei oder mehr Ethnien ab. 5,43 Prozent der Bevölkerung waren spanischer oder lateinamerikanischer Abstammung.
Von den 14.076 Haushalten hatten 32,0 Prozent Kinder und Jugendliche unter 18 Jahre, die bei ihnen lebten. 55,9 Prozent waren verheiratete, zusammenlebende Paare, 8,0 Prozent waren allein erziehende Mütter, 32,9 Prozent waren keine Familien, 28,3 Prozent waren Singlehaushalte und in 11,6 Prozent lebten Menschen im Alter von 65 Jahren oder darüber. Die Durchschnittshaushaltsgröße betrug 2,41 und die durchschnittliche Familiengröße lag bei 2,97 Personen.
Auf das gesamte County bezogen setzte sich die Bevölkerung zusammen aus 26,2 Prozent Einwohnern unter 18 Jahren, 8,3 Prozent zwischen 18 und 24 Jahren, 26,6 Prozent zwischen 25 und 44 Jahren, 23,8 Prozent zwischen 45 und 64 Jahren und 15,1 Prozent waren 65 Jahre alt oder darüber. Das Durchschnittsalter betrug 38 Jahre. Auf 100 weibliche Personen kamen 96,5 männliche Personen. Auf 100 Frauen im Alter von 18 Jahren oder darüber kamen statistisch 93,4 Männer.
Das jährliche Durchschnittseinkommen eines Haushalts betrug 36.568 USD, das Durchschnittseinkommen der Familien betrug 45.185 USD. Männer hatten ein Durchschnittseinkommen von 36.244 USD, Frauen 20.252 USD. Das Prokopfeinkommen betrug 18.696 USD. 7,2 Prozent der Familien und 9,7 Prozent der Bevölkerung lebten unterhalb der Armutsgrenze. Davon waren 12,1 Prozent Kinder oder Jugendliche unter 18 Jahre und 9,3 Prozent waren Menschen über 65 Jahre.

## Orte im County
- Beck
- Bignell
- Birdwood
- Brady
- Coker
- Dickens
- Hershey
- Keith
- Maxwell
- North Platte
- O'Fallons
- Somerset
- Sutherland
- Vroman
- Wallace
- Wellfleet